# Keiji Okuyama
Keiji Okuyama (jap. 奥山恵二 Okuyama Keiji; ur. 18 grudnia 1968 w Tokio) – japoński zapaśnik w stylu wolnym. Olimpijczyk z Barcelony 1992, gdzie zajął jedenaste miejsce w kategorii 57 kg.
Piąty w mistrzostwach Azji w 1988 i 1992. Trzeci w Pucharze Świata w 1994 roku.